# マハームドラー
マハームドラー（梵語：mahāmudrā、チベット語：phyag rgya chen po、漢語：大印、大印契）は、仏語であり、次の3つの意味がある。
1. 密教の三密加持の修行で曼荼羅の仏と一体になった状態[1]。
2. 後期密教のタントリズムにおいて、般若の智慧（prajñā）を生身の女性と同置し、その女性と性的にヨーガ（英語版）（瑜伽、合一）することで成就・悟りを図るもの、またはその相手の女性[1][2]。
3. チベット仏教カギュ派の最奥義における、観想・教説・瞑想を越えて体得される自己の心性と森羅万象との契合という悟りの境地[1]。

①のマハームドラーは、後期密教の『初会金剛頂経』のアーナンダガルバ（ヨーガタントラの学匠、8–9世紀頃?）の註に説かれる四印（caturmudrā）説のマハームドラーである。密教の三密加持とは、象徴的に表された仏の世界を人間の世界の外側に実在的にあるものとみなし、「象徴されるものと象徴それ自体は同一である」というヨーガ（瑜伽、神秘的合一）の論理に基づいて、修行者が手に印（ムドラー）を組み（羯磨印 karmamudrā、身密）、真言（マントラ）を唱え（三昧耶印 samayamudrā、口密）、心に曼荼羅（マンダラ）の諸尊を観想すること（法印 dharmamudrā、意密）で、自己を仏の世界の一個の象徴、マハームドラーと化し、仏と同一化、即身成仏をはかるもの。三密加持によって曼荼羅の仏と一体になった状態をマハームドラーと呼ぶ。
②インド後期密教のコンテクストの中で、仏教タントリズムの盛り上がりに伴い出現したもので、象徴的に表された仏の世界を人間の世界の外側に実在的にあるものとみなし、その仏の世界の女性原理 般若波羅蜜（仏母、悟りを生む智慧）を生身の女性に見立て、その女性と合一することで成就・悟りを目指す。
なお、チベット仏教ゲルク派の開祖ツォンカパは、生身の女性との性ヨーガを否定し、性的な修行は修行者の霊的な力で女性パートナーを顕現させ行うよう求め、現在のチベット仏教では性ヨーガはほとんど行われないという。
③チベット仏教カギュ派のマハームドラーの開祖はティローパとされる。